# Michael Hillardt
Michael Hillardt (Michael Howard „Mike“ Hillardt; * 22. Januar 1961 in Brisbane) ist ein ehemaliger australischer Mittelstreckenläufer österreichischer Abstammung.

## Leben und Karriere
Hillardt, der bereits in seiner Jugend ein erfolgreicher Leichtathlet war, wurde im Jahre 1977 vom oberösterreichischen Landtagsabgeordneten Max Lakitsch entdeckt und nach Österreich gelotst. Hier schloss er sich der Leichtathletikabteilung des ATSV Linz an und trat in weiterer Folge für diesen in Erscheinung.
Bei den Commonwealth Games 1982 in Brisbane wurde er Fünfter über 1500 Meter. Jeweils das Halbfinale erreichte er bei den Weltmeisterschaften 1983 in Helsinki über 800 Meter und bei den Olympischen Spielen 1984 in Los Angeles über 1500 Meter.
Seinen größten internationalen Erfolg hatte er im Jahr darauf, als er bei den Hallenweltspielen in Paris über 1500 Meter siegte. Über dieselbe Distanz wurde er 1986 bei den Commonwealth Games in Edinburgh Achter, bei den Hallenweltmeisterschaften 1987 in Indianapolis Fünfter und bei den Weltmeisterschaften 1987 in Rom Siebter.
Zweimal wurde er nationaler Meister über 800 Meter (1981, 1983) und achtmal über 1500 Meter (1980, 1982–1988).

## Persönliche Bestzeiten
- 800 m: 1:45,74 min, 19. März 1983, Melbourne
- 1000 m: 2:17,49 min, 18. August 1984, London
- 1500 m: 3:33,39 min, 23. August 1985, Berlin
  - Halle: 3:39,77 min, 7. März 1987, Indianapolis
- 1 Meile: 3:51,82 min, 28. August 1985, Koblenz
  - Halle: 3:56,6 min, 23. Februar 1986, San Diego